# Runar Espejord
Runar Espejord (Tromsø, 26 febbraio 1996) è un calciatore norvegese, attaccante dell'Haugesund.

## Biografia
È il figlio di Lars Espejord, ex calciatore del Tromsø.

## Carriera

### Club
Proveniente dalle giovanili del Tromsø, ha debuttato in prima squadra il 13 maggio 2013, sostituendo Zdeněk Ondrášek nella vittoria per 3-1 sul Follo, in una sfida valida per il primo turno della Coppa di Norvegia 2013. Ha firmato il primo contratto professionistico con il club il 14 agosto seguente, accordo che sarebbe stato valido per i successivi tre anni. Non essendo ancora maggiorenne, è stato suo padre Lars ad occuparsi della questione. Nell'occasione, il giocatore ha scelto ufficialmente la maglia numero 30. Il 24 ottobre ha esordito nell'Europa League 2013-2014, subentrando a Thomas Drage nella sconfitta per 1-0 sul campo dell'Anži. Non ha avuto modo di giocare alcun incontro nell'Eliteserien 2013, che è terminata con la retrocessione del Tromsø in 1. divisjon.
Il 4 maggio 2014 ha disputato la prima partita di campionato con questa maglia, sostituendo Thomas Drage nel pareggio casalingo per 1-1 contro il Ranheim. Il 5 giugno ha segnato la prima rete della sua carriera, nello Slaget om Nord-Norge contro il Bodø/Glimt, in cui la sua squadra è stata sconfitta per 1-2 e che è stata così eliminata dalla Norgesmesterskapet 2014. Il 26 ottobre 2014, il Tromsø ha fatto ufficialmente ritorno in Eliteserien con la vittoria casalinga per 1-0 contro il Fredrikstad, classificandosi matematicamente al secondo posto con un turno d'anticipo.
Il 15 ottobre 2015 ha rinnovato il contratto che lo legava al Tromsø fino al 2018. Il 16 giugno 2017 ha ulteriormente prolungato l'accordo con il Tromsø, fino al 31 dicembre 2020.
Il 20 dicembre 2019, gli olandesi dell'Heerenveen hanno reso noto l'ingaggio di Espejord, che si è legato al nuovo club con un contratto valido per i successivi due anni e mezzo, con opzione per un'ulteriore stagione.
Il 22 settembre 2020 ha fatto ritorno al Tromsø, in prestito fino al termine della stagione in corso.
Il 9 gennaio 2021, Tromsø ed Heerenveen hanno trovato un accordo per il prolungamento del prestito di Espejord, fino al 30 giugno successivo. Il 27 luglio 2021, le parti hanno ulteriormente prolungato il prestito di Espejord fino al successivo 31 dicembre.
Il 12 gennaio 2022, Espejord è passato a titolo definitivo al Bodø/Glimt, a cui si è legato con un contratto triennale.
Svincolato al termine di questa esperienza, in data 10 marzo 2025 ha firmato ufficialmente un contratto annuale con l'Haugesund.

### Nazionale
Espejord ha rappresentato la Norvegia a livello Under-16, Under-17, Under-18 e Under-19. In data 29 agosto 2016 è stato convocato per la prima volta dal commissario tecnico della Nazionale Under-21 Leif Gunnar Smerud per le partite contro Bosnia-Erzegovina e Inghilterra rispettivamente del 2 e 6 settembre, entrambe valide per le qualificazioni al campionato europeo 2017. Il 2 settembre, Espejord è rimasto in panchina nella vittoria per 0-1 sul campo della selezione bosniaca.

## Statistiche

### Presenze e reti nei club
Statistiche aggiornate al 10 marzo 2025.
| Stagione          | Club              | Campionato        | Campionato | Campionato | Coppe nazionali | Coppe nazionali | Coppe nazionali | Coppe continentali | Coppe continentali | Coppe continentali | Supercoppe | Supercoppe | Supercoppe | Totale | Totale |
| Stagione          | Club              | Comp              | Pres       | Reti       | Comp            | Pres            | Reti            | Comp               | Pres               | Reti               | Comp       | Pres       | Reti       | Pres   | Reti   |
| ----------------- | ----------------- | ----------------- | ---------- | ---------- | --------------- | --------------- | --------------- | ------------------ | ------------------ | ------------------ | ---------- | ---------- | ---------- | ------ | ------ |
| 2013              | Tromsø            | ES                | 0          | 0          | CN              | 1               | 0               | UEL                | 4                  | 0                  | -          | -          | -          | 5      | 0      |
| 2014              | Tromsø            | 1D                | 14         | 0          | CN              | 3               | 1               | UEL                | 2                  | 1                  | -          | -          | -          | 19     | 2      |
| 2015              | Tromsø            | ES                | 12         | 3          | CN              | 1               | 1               | -                  | -                  | -                  | -          | -          | -          | 13     | 4      |
| 2016              | Tromsø            | ES                | 22         | 5          | CN              | 2               | 1               | -                  | -                  | -                  | -          | -          | -          | 24     | 6      |
| 2017              | Tromsø            | ES                | 6          | 0          | CN              | 0               | 0               | -                  | -                  | -                  | -          | -          | -          | 6      | 0      |
| 2018              | Tromsø            | ES                | 19         | 6          | CN              | 2               | 2               | -                  | -                  | -                  | -          | -          | -          | 21     | 8      |
| 2019              | Tromsø            | ES                | 18         | 5          | CN              | 0               | 0               | -                  | -                  | -                  | -          | -          | -          | 18     | 5      |
| gen.-mar. 2020    | Heerenveen        | ED                | 6          | 0          | CO              | 2               | 0               | -                  | -                  | -                  | -          | -          | -          | 8      | 0      |
| set. 2020         | Heerenveen        | ED                | 0          | 0          | CO              | -               | -               | -                  | -                  | -                  | -          | -          | -          | 0      | 0      |
| Totale Heerenveen | Totale Heerenveen | Totale Heerenveen | 6          | 0          |                 | 2               | 0               |                    | -                  | -                  |            | -          | -          | 8      | 0      |
| set.-dic. 2020    | Tromsø            | 1D                | 5          | 5          | -               | -               | -               | -                  | -                  | -                  | -          | -          | -          | 5      | 5      |
| 2021              | Tromsø            | ES                | 17         | 0          | CN              | 1               | 0               | -                  | -                  | -                  | -          | -          | -          | 18     | 0      |
| Totale Tromsø     | Totale Tromsø     | Totale Tromsø     | 113        | 24         |                 | 10              | 5               |                    | 6                  | 1                  |            | -          | -          | 129    | 30     |
| 2022              | Bodø/Glimt        | ES                | 27         | 12         | CN+CN           | 1+2             | 0+2             | UECL+UCL+UEL+UECL  | 6+7+6+2            | 1+3+0+0            | -          | -          | -          | 51     | 18     |
| 2023              | Bodø/Glimt        | ES                | 8          | 0          | CN              | 0               | 0               | UECL               | 6                  | 1                  | -          | -          | -          | 14     | 1      |
| 2024              | Bodø/Glimt        | ES                | 1          | 0          | CN              | 0               | 0               | UCL+UEL            | 0+3                | 0                  | -          | -          | -          | 4      | 0      |
| Totale Bodø/Glimt | Totale Bodø/Glimt | Totale Bodø/Glimt | 36         | 12         |                 | 3               | 2               |                    | 30                 | 5                  |            | -          | -          | 69     | 19     |
| 2025              | Haugesund         | ES                | 0          | 0          | CN              | 0               | 0               | -                  | -                  | -                  | -          | -          | -          | 0      | 0      |
| Totale            | Totale            | Totale            | 155        | 36         |                 | 18              | 7               |                    | 36                 | 6                  |            | -          | -          | 209    | 49     |

## Palmarès
- Campionato norvegese: 1

Bodø/Glimt: 2023, 2024